# Carlos Malamud
Carlos Malamud (Buenos Aires, 1951) es catedrático de Historia de América de la Universidad Nacional de Educación a Distancia (UNED) e investigador principal para América Latina del Real Instituto Elcano de Estudios Internacionales y Estratégicos.
Ha escrito y editado numerosos libros de historia latinoamericana, entre los más recientes, Populismos latinoamericanos (2010) e Historia de América (2010). Actualmente compatibiliza su trabajo de historiador con el de analista político y de relaciones internacionales de América Latina. Es responsable de la sección de América Latina de la Revista de Libros. Desde 2014 es miembro de la Academia Nacional de la Historia de la República Argentina, en calidad de académico correspondiente en España.